# Бунчужний (колійний пост)
Бунчу́жний — пасажирський залізничний колійний пост Лиманської дирекції Донецької залізниці.
Розташований за кілька кілометрів від сіл Новокраснянка та Червонопопівка, Сіверськодонецький район, Луганської області на лінії Сватове — Попасна між станціями Кремінне (11 км) та Кабанне (10 км).
Не зважаючи на військову агресію Росії на сході Україні, транспортне сполучення не припинене, щодоби п'ять пар приміських поїздів здійснюють перевезення за маршрутом Сватове — Попасна, проте вони зупиняються тільки по станціях.